# Margaretta longicollis
Margaretta longicollis is een mosdiertjessoort uit de familie van de Margarettidae. De wetenschappelijke naam van de soort is voor het eerst geldig gepubliceerd in 2006 door Tilbrook.